# Asti
Astiⓘ – miasto i gmina we Włoszech, w regionie Piemont, w prowincji Asti.
Według danych na styczeń 2009 gminę zamieszkiwało 75 298 osób gęstości zaludnienia 496 os./1 km².
W miejscowości jest stacja kolejowa Asti.

## Zabytki
- kościół San Pietro in Consavia pochodzący z XV wieku, wyróżniający się cennymi freskami z XVIII wieku, romańskim baptysterium starszym od samego kościoła a wybudowanym pomiędzy X i XII w. przez joannitów
- Collegiata di San Secondo, XIII-wieczny kościół posiadający freski z XV wieku i renesansowy obraz Gandolfina d’Asti
- Palazzo Alfieri, zbudowany przez Benedetta Alfieriego ok. 1748. W pałacu tym urodził się Vittorio Alfieri, dramatopisarz.

## Miasta partnerskie
- Biberach an der Riß
- Ma’alot-Tarszicha
- Miami
- Valence